# غرناطة (حمص)
غرناطة قرية تتبع منطقة الرستن في محافظة حمص في سورية.